# Moenkhausia newtoni
Moenkhausia newtoni är en fiskart som beskrevs av Travassos, 1964. Moenkhausia newtoni ingår i släktet Moenkhausia och familjen Characidae. Inga underarter finns listade i Catalogue of Life.